# La Papessa

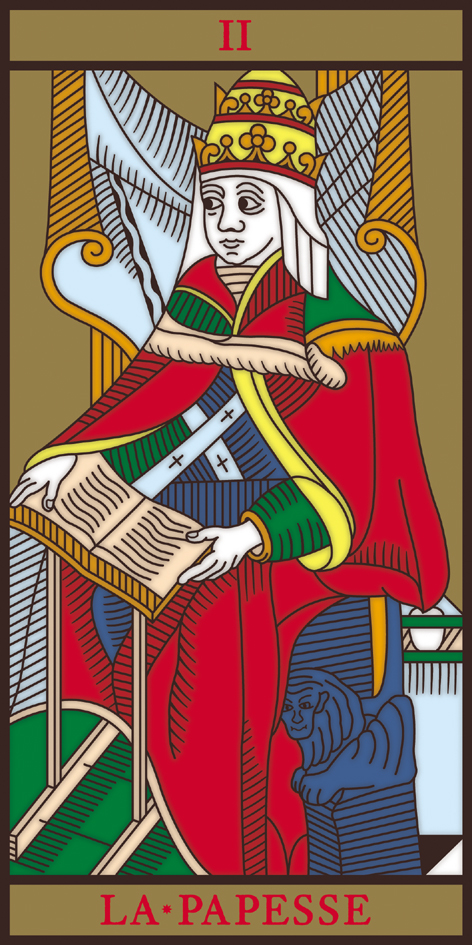
La Papessa, segon arcà major del tarot. Representació del Tarot de Marsella

La Papessa (II) és el segon trumfo o Arcà Major en les baralles de tarot i s'utilitza tant per als jocs populars de tarot com en la cartomància.

## Descripció
En el Tarot de Marsella, l'arcà II es mostra com una dona asseguda amb un llibre obert sobre la falda, amb una tiara papal al cap i que mostra tres quarts del rostre, mirant a l'esquerra. Un vel blanc cau sobre la seva esquena, cobrint totalment els seus cabells. Al darrere té una cortina amb uns punts de fixació que no son visibles i els seus peus i la base del tron també romanen ocults sota la roba. Per altra banda, la figura desborda el marge superior de la carta (l'extrem de la tiara supera la línia negra de la numeració), fet que només es torna a donar en la carta del Món. Algunes baralles mostren, al seu darrere, mig amagat, un ou (símbol de gestació, de potencialitat latent, d'allò que creix ocult als ulls) que sembla estar covant.
Tradicionalment s'ha associat aquest arcà (tant pel nom com per la simbologia que conté) amb la llegenda medieval de l'existència d'un papa de sexe femení, Joan VIII, de qui la tradició popular diu que quedà embarassada en secret. Segons aquesta història donà a llum durant una processó, moment en què hauria mort (bé pel mateix part, bé lapidada per haver-se descobert el secret).
El Tarot Rider-Waite l'anomena La Summa Sacerdotessa i descarta la simbologia cristiana de la carta per a decantar-se per un rerefons molt més antic, el culte d'Astarte. Segons Waite, aquesta simbologia pagana original hauria estat revestida amb una capa d'imagineria cristiana per tal de dissimular el seu missatge real davant l'Esglèsia. En aquesta baralla, l'arcà mostra una simbologia molt més relacionada amb Isis, de la que porta la corona. En les seves mans sosté la Torà i al seu voltant es trobes les columnes del Temple de Salomó: Boaz i Jaquim. Als seus peus, una lluna creixent la connecta amb el simbol femení per excel·lència, així com en el de l'inconscient. El vel del temple que es troba al seu darrere està brodat amb fulles de palma (símbol masculí) i magranes (símbol femení), representant la mescla combinació dels dos principis i el seu equilibri.
La Papessa del Tarot Visconti-Sforza ha estat identificada com una representació de la germana Manfreda, monja umiliata i parent de la família Visconti, que va ser escollida papessa per la secta herètica guglielmita de Llombardia.

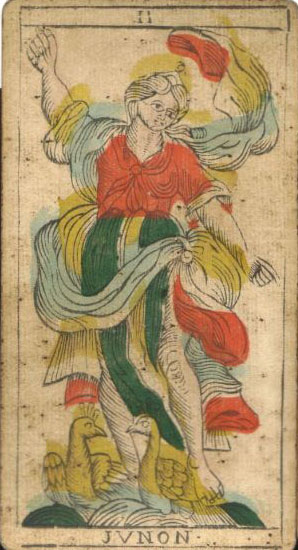
En alguns patrons, com el Tarot de Besançon, se substitueix la Papessa per la deessa romana Juno

En algunes baralles, com el Tarot de Besançon (segle xviii) les cartes que tradicionalment representaven la Papessa i el Papa van ser redissenyades per retratar els déus romans Juno i Júpiter. Se suposa que aquest canvi de nom es va produir per evitar trastornar les sensibilitats religioses pel fet de distrubuïr-se en un territori tan marcat per contrastos confessionals com eren Alemanya i Suïssa. Aquesta característica es manté en aquelles baralles que es deriven del Tarot de Bensançon, com el Tarot 1JJ.

## Interpretació
La Papessa es refereix sovint a un personatge femení, la mare o l’àvia que ha transmès un ideal de puresa o una fredor normativa, però la seva exigència de puresa també pot indicar una dona d'elevada talla espiritual, com podria ser una sacerdotesa, una terapeuta o una guia. El llibre que té en les mans pot orienar-nos cap a preocupacions relacionades amb l'estudi o l'escriptura. Enclaustrada com viu, la carta suggereix aïllament, espera, soletat elegida o patida. Sexualment, en el millor dels casos viu en la sublimació; en el pitjor, en la frustració.
Simbolitza tot el que evoluciona de manera lenta però segura, ja parlem d'un embaràs (encara no conegut), ja parlem de la saviesa, la imaginació o la intuïció. També té una marcada naturalesa lunar.

La corona de la Summa Sacerdotessa al Tarot Rider-Waite mostra la seva relació amb la deessa egipicia Isis

Segons La clau pictòrica del tarot d'A. E. Waite, la carta de la Summa Sacerdotessa s'associa a: secrets, misteri, el futur encara no revelat; la dona que interessa al sol·licitant; silenci, tenacitat; misteri, saviesa, ciència. Per altra banda, si apareix invertit: passió, ardor moral o físic, vanitat, coneixement superficial.
| Precedit per: El mag (I) | Arcans majors del Tarot | Succeït per: L'Emperadriu (III) |

La Papessa (II)
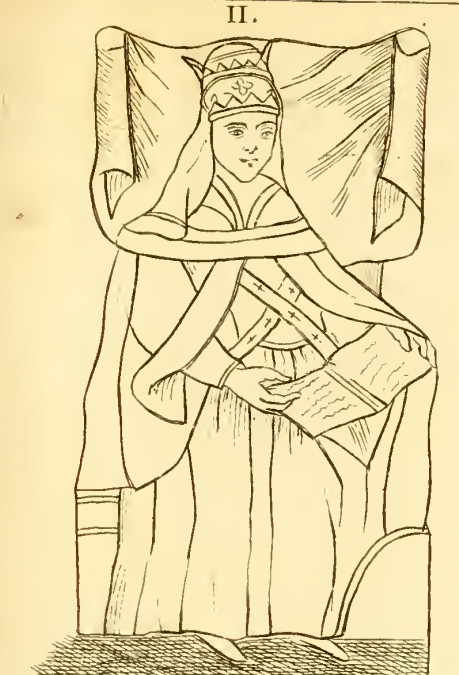
Disseny del trumfo del tarot d'Antoine Court de Gébelin per al seu assaig Du Jeu des Tarots, 1781.
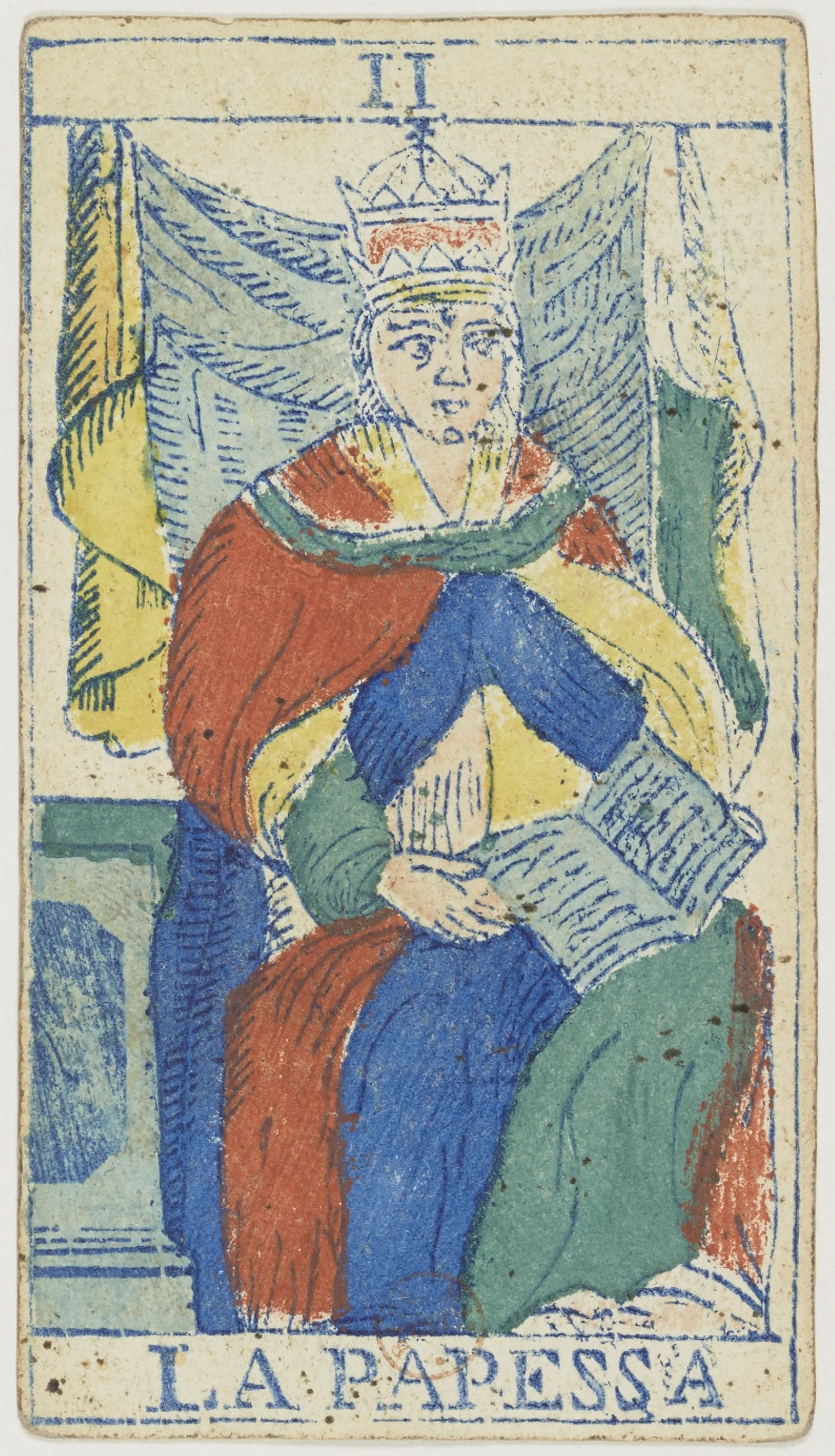
Tarot Piemontès, 1865.
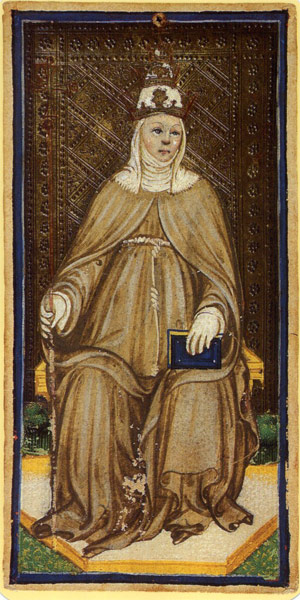
Tarot Visconti-Sforza, entre 1440 i 1470.
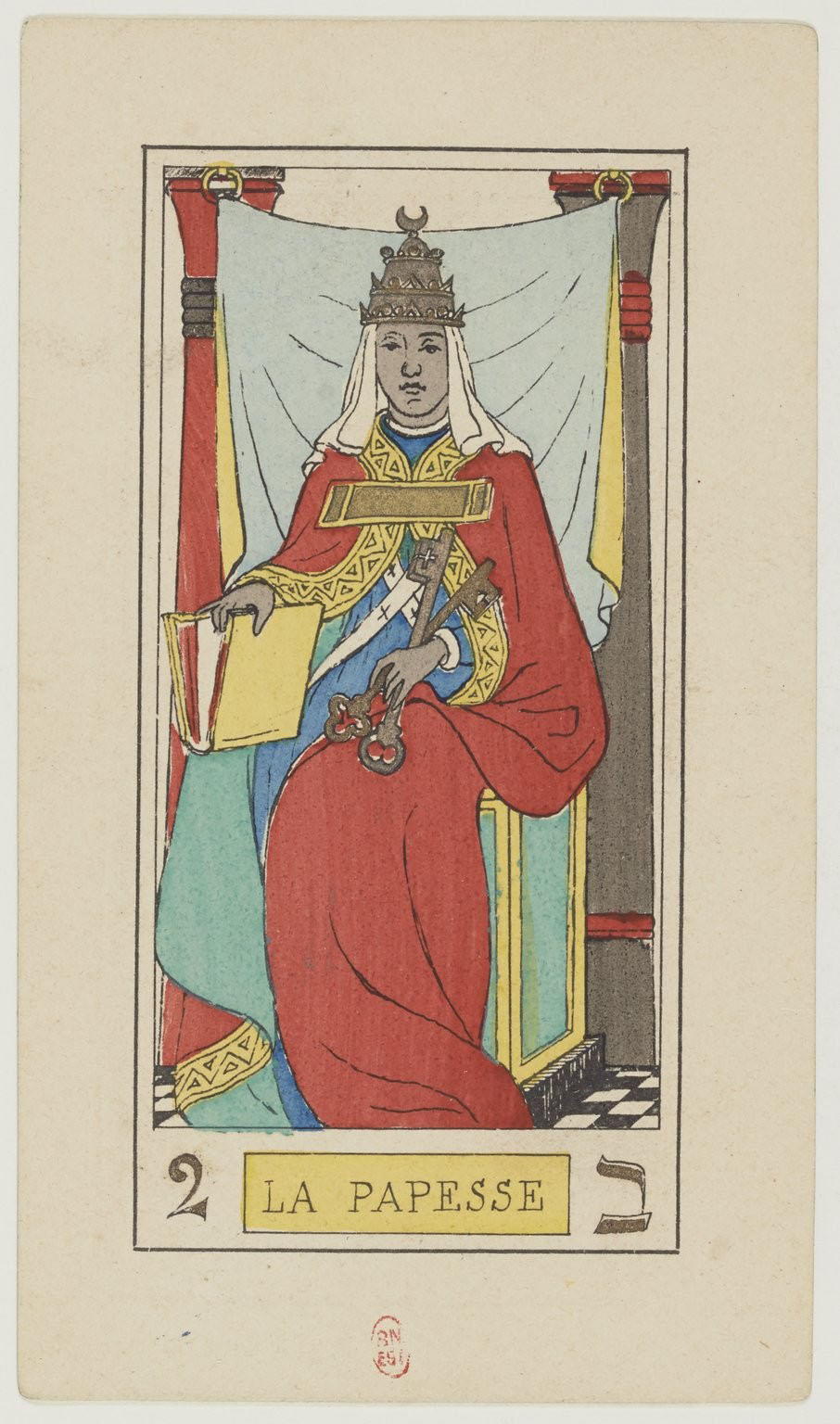
Tarot d'Oswald Wirth, 1889.
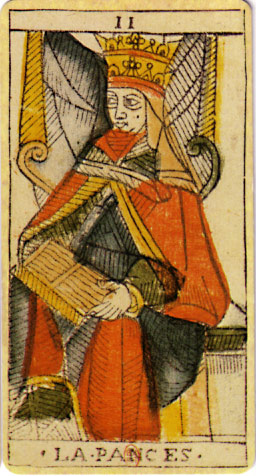
Tarot de Jean Dodal, entre 1701 i 1715.
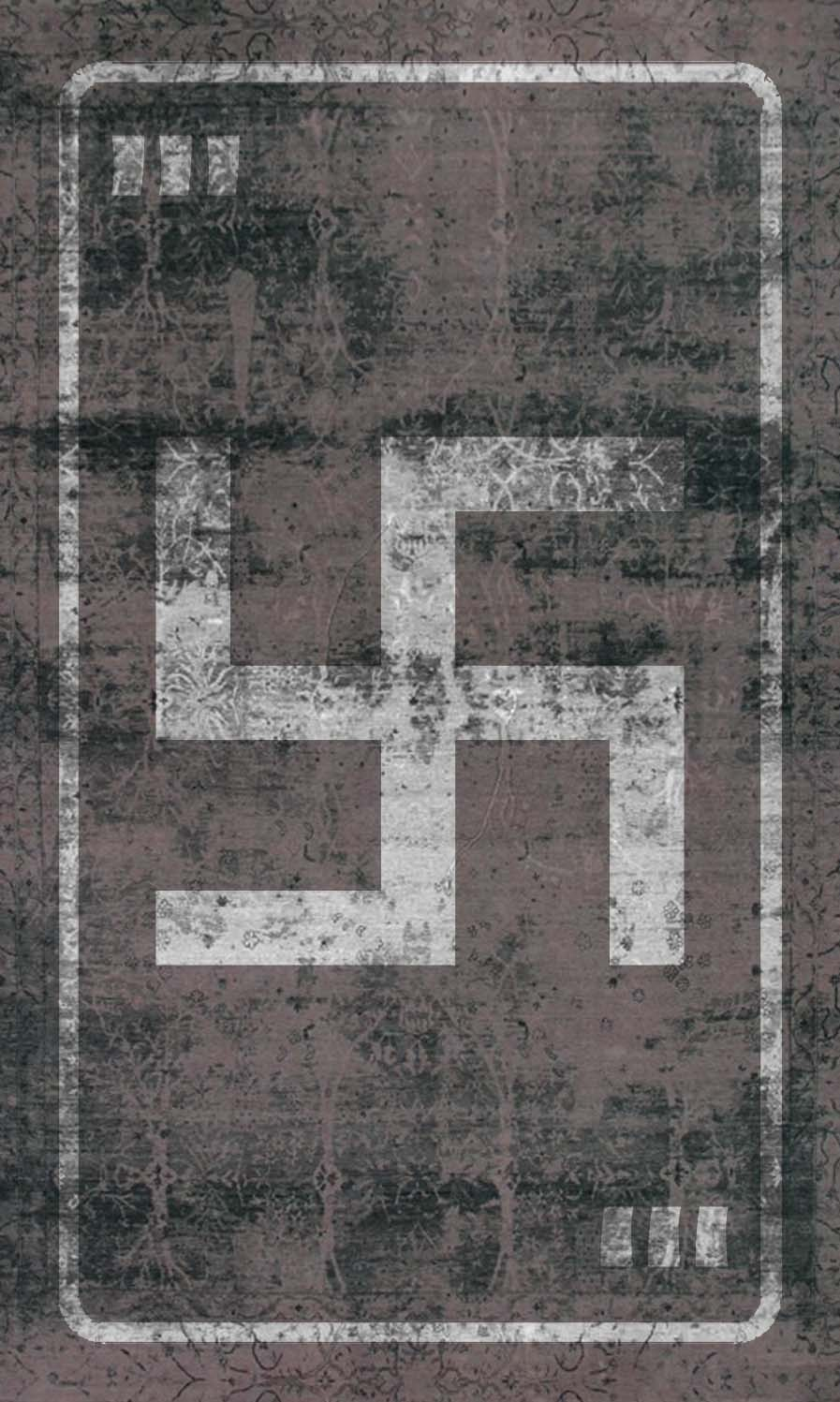
Tarot Satànic, 1996.
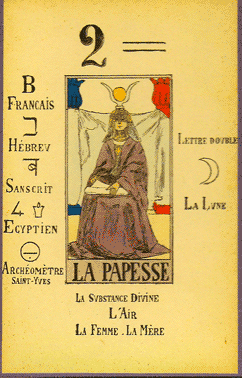
Disseny de l'arcà per al llibre de Papus Le Tarot Divinatoire. Le Livre des Mystères et les Mystères du Livre. Clef du tirage des cartes et des sorts. Avec la reconstitution complète des 78 lames du Tarot Égyptien et de la méthode d'interprétation. Les 22 arcanes majeurs et les 56 arcanes mineurs (1909).